# Tesserodon granulatum
Tesserodon granulatum är en skalbaggsart som beskrevs av Matthews 1974. Tesserodon granulatum ingår i släktet Tesserodon och familjen bladhorningar. Inga underarter finns listade i Catalogue of Life.